# Martin Nejedlý (historik)
Martin Nejedlý (18. října 1964 Praha – 19. března 2025) byl český historik středověku ovlivněný francouzskou školou Annales a žák Jacquese Le Goffa. Specializoval se na dějiny 13.–15. století. V jejich rámci se soustředil především na středověkou literaturu a výtvarné umění jako historický pramen, pozdní křížové výpravy, středověké národy, cestování ve středověku, česko-francouzské vztahy,  imaginaci středověkého člověka a zvířata jako dějinný problém. Často vyučoval na francouzských, belgických a švýcarských univerzitách. Na Univerzitě Karlově vedl mezinárodní a interdisciplinární česko-francouzský historický seminář. V Nakladatelství Karolinum řídil ediční řadu Medievistika. Sledoval metody a témata současné francouzské historiografie. Byl představitelem historické antropologie.
Do své smrti působil jako profesor Ústavu českých dějin na Filozofické fakultě Univerzity Karlovy v Praze.

## Život
Martin Nejedlý maturoval roce 1982 na Akademickém gymnáziu Štěpánská. V letech 1982–86 studoval historii na Filozofické fakultě Univerzity Karlovy v Praze. Zde obhájil svou diplomovou práci Politické myšlení české šlechty ve 14. století a získal titul PhDr. V letech 1986–1987 absolvoval základní vojenskou službu a stal se důstojníkem, nyní v záloze. V letech 1990–95 absolvoval doktorandské studium v Paříži na École des hautes études en sciences sociales (EHESS), kde obhájil svou doktorskou práci Représentation des pouvoirs et des hiérarchies dans les Chroniques de Jean Froissart. Od roku 1995 pracuje na plný úvazek jako vyučující Ústavu českých dějin na FF UK, kde se v roce 2007 stal docentem na základě habilitační práce, pojednávající o středověkém mýtu o Meluzíně a o rodové pověsti Lucemburků. K 1. listopadu 2015 byl prezidentem republiky jmenován profesorem pro obor České dějiny. Roku 2010 byl za zásluhy v oblasti školství a vědy povýšen prezidentem Francouzské republiky na Rytíře Řádu Akademických palem (Chevalier des Palmes Académiques).

## Dílo

### Monografie
- NEJEDLÝ, Martin. La Représentation des pouvoirs et des hiérarchies dans les Chroniques de Jean Froissart. Villeneuve d'Ascq: Presses universitaires du Septentrion, 1999. 558 s.
- NEJEDLÝ, Martin. Fortuny kolo vrtkavé: Láska, moc a společnost ve středověku.. Praha: Aleš Skřivan, 2003. 426 s. ISBN 80-86493-08-3.
- NEJEDLÝ, Martin. Středověký mýtus o Meluzíně a rodová pověst Lucemburků. 2.. vyd. Praha: Skriptorium, 2014. 532 s. ISBN 978-80-87271-97-1.
- NEJEDLÝ, Martin. Pohleďte do zrcadla! Čtyři příběhy o autorech a čtenářích pramenů pozdního středověku. 1.. vyd. Praha: Scriptorium, 2016. 748 s. ISBN 978-80-88013-38-9.